# Magasins réunis (Charleville)
Les Magasins réunis de Charleville est un ancien grand magasin français, situé à l’angle de la rue Forest et de l’avenue de la Gare. 
Fondé en 1889, ce magasin est la première succursale de la société mère des Magasins réunis établie en 1883 par Antoine Corbin à Nancy, dans un premier temps sous le nom de Bazar Saint-Nicolas.

## Histoire
L’arrivée du chemin de fer en 1858 à Charleville provoque une urbanisation des quartiers de la gare. S’y installent alors des commerçants, des restaurateurs, des cafetiers ou encore des hôteliers qui contribuent à la dynamisation de ce quartier mais également à sa notoriété.
Jean-Baptiste Ossun et son épouse, née Sidonie Schoner, font construire entre 1882 et 1884 le café du Globe, situé à l’angle de la rue Forest et de l’avenue de la gare. Dès 1889, le couple Ossun ne parvient plus à rembourser leurs dettes à leurs créanciers à qui ils avaient emprunté plus de 30 000 francs. Pour permettre le remboursement de leur dette, le couple Ossun loue une grande partie de l’immeuble à Charles et Edmond Masson, à raison de 5 000 francs par an. Charles Masson, l’aîné, était alors l’époux de Léonie Corbin, fille d’Antoine Corbin, fondateur des premiers Magasins réunis de Nancy. Charles Masson est alors employé par Antoine Corbin et devient avec son frère Edmond, gestionnaire des Magasins réunis de Charleville à partir de 1889.
À partir de 1898, Edmond Masson devient propriétaire du magasin. Il entreprend des travaux d’agrandissement, qui durent trois mois. Le magasin se voit déplacé provisoirement avenue de la Gare, dans la maison Marinot. 
Dix ans plus tard, en 1908, Masson crée une extension du magasin dans la rue Forest, investissant alors la maison d’habitation située à côté du bâtiment d’origine. La façade de l'extension d'inspiration antique, comportait un fronton triangulaire présentant en son centre la mention Maison des Magasins Réunis, ainsi que des colonnes engagées, de part et d’autre de larges baies vitrées. Reprenant alors les standards architecturaux des grands magasins, une marquise était placée au-dessus de l’entrée.
À la mort d’Edmond Masson, la gestion des Magasins réunis de Charleville revient à sa fille, Paule Isabelle Masson, puis à Pierre Brissot, époux de Janine Forfer, petite fille d’Edmond Masson. Ces derniers occupaient la « villa du roi de Saxe », qui était précédée d’une grande cour par laquelle s'effectuait la livraison du magasin.
Au cours de la seconde moitié du XXe siècle, les Magasins réunis de Charleville sont remplacés par Prisunic. Depuis, plusieurs enseignes de grande distribution ont occupé les locaux, parmi lesquels Leader Price et Casino. Aujourd’hui[Quand ?], un supermarché Intermarché occupe le rez-de-chaussée.
La façade du bâtiment principal a quant à elle été recouverte d’une construction métallique, fabriquée à Bogny-sur-Meuse par la Compagnie industrielle de gravures chimiques et mécaniques (CIGCEM). Du fait de sa fragilité, un filet recouvre aujourd’hui[Quand ?] la décoration métallique afin d'empêcher sa désagrégation et les chutes de matériaux.

### La politique commerciale des Magasins réunis de Charleville
La politique commerciale des Magasins réunis - qui étaient alors « la plus vaste organisation de la région » - reposait à la fois sur leur grande surface d’exposition, sur leurs prix attractifs, mais également sur la variété des produits qui y étaient exposés. Ainsi, dans le Petit Ardennais du 27 avril 1910, on pouvait y lire :
« Outre tous les articles qui sont du ressort de la Nouveauté, tels que Bonneterie, Lainages, Blanc de fil et de coton, Chaussures, Chapellerie, Mercerie, Soierie ; , etc., etc. ; La Maison des Magasins Réunis est la seule dans notre ville qui possède un assortiment varié et complet des marchandises et des objets suivants : lingerie, articles de modes, corsets, confections dames et enfants, ganterie, ombrelles, jeux de jardin, charettes anglaises, voitures d’enfants, articles de voyages, meubles de jardin, articles de ménage. » 
Le recours à la publicité était intensif. À l’approche de la Saint-Nicolas, les annonces de mise en vente de jouets aux Magasins réunis se multipliaient dans les journaux, à l’image de celle parue dans Le Petit Ardennais le 2 décembre 1889 : 
« La Maison des Magasins Réunis a l’honneur de prévenir sa nombreuse clientèle qu’elle met actuellement en vente un assortiment considérable de toutes les dernières créations en jouets et à des prix défiant toute concurrence. En raison de ses grands achats et de la grande vente qu’elle a de ces articles pendant toute l’année, on n’y trouvera que des jouets nouveaux et de première fraîcheur. Entrée libre. »
Florissaient alors dans les journaux diverses campagnes de promotion d’articles. À l’approche de l’été, les Magasins réunis attiraient l’attention sur les articles de pêche et peu avant le 14 juillet, sur les drapeaux et les illuminations.  À la veille de la Toussaint, était annoncée la mise en vente d’un grand choix de couronnes mortuaires.